# Kisaeng

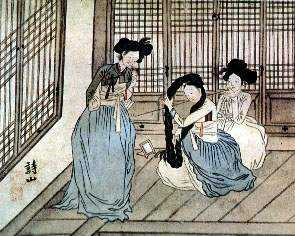
Kisaeng

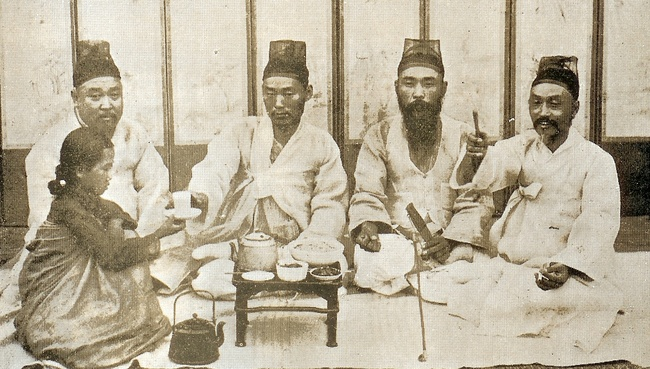
kisaeng(1910)

Kisaeng, gisaeng (Hangul: 기생; Hanja: 妓生) eller ginyeo (Hangul: 기녀; Hanja: 妓女) är ett historiskt koreanskt yrke, känt från 1000-talet. 
De var kvinnor från de lägre sociala klasserna i samhället, ofta slavar, vars uppgift var att underhålla män. De som ansågs attraktiva fick lära sig läsa, skriva, och spela instrument. De ansågs mer rättfärdiga än vanliga prostituerade eftersom de tack vare sin utbildning kunde föra samtal med männen, och på så vis passade bättre som sällskap till överklassens män. Vissa kisaeng var anställda av staten och tränades på statliga institutioner, men de flesta var privat anställda vid något av de flertaliga kiseanghusen runt om i landet.
Det fanns även kisaeng som var utbildade i medicin (uinyeo) för att kunna hjälpa och behandla överklassens kvinnor, då dessa inte fick gå till manliga läkare de inte var släkt med.
De intar en viktig plats i den koreanska historien och har ofta porträtterats inom litteraturen. Berömda exempel är Hwang Jini, Nongae och Yu Gam-dong.